# Mapei
Mapei – włoskie przedsiębiorstwo zajmujące się produkowaniem klejów i innych produktów chemii budowlanej. Firma powstała w 1937 roku z główną siedzibą w Mediolanie. Obecnie grupa Mapei liczy 70 oddziałów w 31 państwach na 5 kontynentach. W strukturach firmy funkcjonuje 18 laboratoriów badawczo-rozwojowych oraz 58 zakładów produkcyjnych, z których każdy wyposażony jest we własne laboratorium kontroli jakości.

## Mapei Polska
Polski oddział Mapei powstał w 2001 roku. Dwa lata później w Gliwicach uruchomiono pierwszą fabrykę, która wytwarza rocznie ponad 250 tys. ton suchych mieszanek chemii budowlanej (m.in. zapraw klejących do płytek ceramicznych, mas wyrównujących, zapraw hydraulicznych do wykonywania podkładów) oraz 20 tys. ton fug. W 2013 roku w Barcinie otwarta została druga fabryka, o powierzchni 9700 m² i mocy produkcyjnej na poziomie 150 tys. ton produktów proszkowych rocznie.
W Polsce w skład Grupy Mapei wchodzą również: Sopro Polska w Nowinach oraz Górka Cement w Trzebini produkująca cement glinowy.
Firma Mapei Polska czterokrotnie (w latach 2007, 2008, 2009, 2010) otrzymała nagrodę Budowlana Marka Roku w kategorii „Kleje do płytek i fugi” przyznawaną przez ASM – Centrum Badań i Analiz Rynku.